# 555955 Lurçat
555955 Lurçat è un asteroide della fascia principale. Scoperto nel 2005, presenta un'orbita caratterizzata da un semiasse maggiore pari a 2,3494829 au e da un'eccentricità di 0,1527008, inclinata di 2,35080° rispetto all'eclittica.